# Branko Radovanović
Branko Kića Radovanović (serb. Бранко Кића Радовановић, ur. 18 lutego 1981 w Obrenovacu) – serbski piłkarz występujący na pozycji napastnika.

## Kariera klubowa
W czerwcu 2006 roku podpisał roczny kontrakt z opcją przedłużenia o 4 lata z Wisłą Kraków. Jeden z nowych nabytków Dana Petrescu. Piłkarz nie może się pochwalić statystykami strzeleckimi. Ostatnie sezony może zaliczyć do najgorszych w karierze. Po przejściu do Wisły otworzyła się mu szansa na odbudowę swojej formy. W pierwszym zespole Wisły Kraków  Serb rozegrał 11 spotkań i trzykrotnie trafił do siatki. Po sezonie Wisła nie przedłużyła kontraktu z napastnikiem. Pod koniec czerwca 2007 roku media poinformowały, że Radovanović przeszedł na zasadzie wolnego transferu do rumuńskiego UTA Arad.